# José Antonio Páez
José Antonio Páez (13 de junho de 1790 – 6 de maio de 1873) político venezuelano, presidente da Venezuela por três mandatos.